# Peter Hommelhoff (Physiker)
Peter Hommelhoff (* 1974) ist ein deutscher Physiker (Laserphysik) und Hochschullehrer an der Ludwig-Maximilians-Universität München.
Hommelhoff studierte nach dem Abitur 1994 und Wehrdienst bei der Bundesmarine Physik an der TU Berlin (Vordiplom 1997) und an der ETH Zürich (Diplom 1999 bei Ralph Eichler, angefertigt am H1-Experiment am DESY). 2002 wurde er an der Ludwig-Maximilians-Universität München bei Theodor W. Hänsch promoviert (Erste Erzeugung eines Bose-Einstein-Kondensats in einer magnetischen Chipfalle). Von 2003 bis 2007 war er als Post-Doktorand bei M. Kasevich an der Stanford University und von 2008 bis 2013 war er Leiter einer Max-Planck-Forschungsgruppe am Max-Planck-Institut für Quantenoptik in Garching.
2012 habilitierte er sich und wurde im selben Jahr Professor für Experimentalphysik an der Friedrich-Alexander-Universität Erlangen-Nürnberg. Er arbeitete dort am Institut für Physik der Kondensierten Materie, dessen geschäftsführender Direktor er von 2013 bis 2015 war. Außerdem war er von 2012 bis 2018 assoziiertes Mitglied und ab 2018 Fellow des Max-Planck-Instituts für die Physik des Lichts (MPL) in Erlangen.
2018 war er Gastprofessor an der Stanford University.
Seit 2024 ist Hommelhoff Inhaber des Lehrstuhls für Ultraschnelle Quantenphysik und Nanophotonik an der LMU München.
Hommelhoff leistete Pionierarbeit bei ultraschneller Elektronenkontrolle. Als Post-Doktorand in Stanford entwickelte er eine Femtosekunden-Elektronenquelle (durch Fokussierung von Femtosekunden-Laserpulsen auf scharfe Metallspitzen). Später  entwickelte er einen Laserbeschleuniger für Elektronen in photonischen Strukturen, die er in einem Projekt mit Robert Byer (Stanford) auf einem Chip unterbringen will (Accelerator on a Chip International Program, ACHIP). Das Projekt will Elektronenbeschleuniger etwa für medizinische Zwecke um den Faktor 100 auf Zentimeter-Größe verkleinern. Es wurde 2015 von der Gordon und Betty Moore Stiftung mit 20 Millionen Dollar gefördert.
2002 war er Fedor-Lynen-Stipendiat. 2014 erhielt er einen ERC Consolidator Grant und 2020 einen ERC Advanced Grant (AcclOnChip, Entwicklung von kleinsten Teilchenbeschleunigern mit nanophotonischen Chips). 2022 erhielt er den Gottfried Wilhelm Leibniz-Preis.

## Schriften (Auswahl)
- mit W. Hänsel, T. W. Hänsch, J. Reichel: Bose-Einstein condensation on a microelectronic chip, Nature, Band 413, 2001, S. 498
- mit M. Kasevich u. a.: Field emission tip as a nanometer source of free electron femtosecond pulses, Phys. Rev. Lett., Band 96, 2006 S. 077401
- mit M. Krüger, M. Schenk: Attosecond control of electrons emitted from a nanoscale metal tip, Nature, Band 475, 2011, S. 78
- mit J. Breuer: Laser-based acceleration of nonrelativistic electrons at a dielectric structure, Phys. Rev. Lett., Band 111, 2013, S. 134803
- mit R. J. England u. a.: Dielectric laser accelerators, Reviews of Modern Physics, Band 86, 2014, S. 1337
- mit T. Higuchi, C. Heide, K. Ullmann, H. B. Weber: Light-field-driven currents in graphene, Nature, Band 550, 2017, S. 224
- mit D.  Hoff u. a.: Tracing the phase of focused broadband laser pulses, Nature Physics, Band 13, 2017, S. 947
- mit M. Kozák, N. Schönenberger: Ponderomotive Generation and Detection of Attosecond Free-Electron Pulse Trains, Phys. Rev. Lett., Band 120, 2018, S. 103203
- mit M. Kozák, T. Eckstein, N. Schönenberger: Inelastic ponderomotive scattering of electrons at a high-intensity optical travelling wave in vacuum, Nature Physics, Band 14, 2018, S. 121
- mit N. Schönenberger u. a.: Generation and characterization of attosecond micro-bunched electron pulse trains via dielectric laser acceleration, Phys. Rev. Lett., Band 123, 2019, S. 264802
- mit R. Zimmermann, M. Seidling: Charged particle guiding and beam splitting with auto-ponderomotive potentials on a chip, Nature Communications, Band 12, 2021, S.  390
- mit R. J. England, R. L. Byer: Microchip accelerators, Physics Today, Band 74, Heft 8, 2021, S. 42
- mit R. Dahan u. a.: Imprinting the quantum statistics of photons on free electrons, Science, Band 373, 2021, S. 1324
- mit R. Shiloh u. a.: Electron phase space control in photonic chip-based particle acceleration, Nature, Band 597, 2021, S. 498